# Teleostomi
Teleostomi – klad obejmujący wszystkie szczękowce właściwe (Eugnathostomata) poza rybami chrzęstnoszkieletowymi (Chondrichthyes). Do Teleostomi zalicza się ponad 61 tysięcy współcześnie żyjących i wiele wymarłych gatunków. Są to akantody oraz kostnoszkieletowe (w tym czworonogi) – żuchwowce, które przystosowały się do życia w wodzie poprzez wykształcenie trzech par otolitów (sagitta, asteriscus i lapillus) oraz pojedynczych szczelin skrzelowych, osłoniętych operculum. Część z nich (czworonogi) wykształciła płuca i przeszła do życia lądowego. Niektóre czworonogi wróciły z czasem do środowiska wodnego.

## Klasyfikacja
|            | Chondrichthyes                                                                              |
|            |                                                                                             |
| Teleostomi | \| \| †Acanthodii – akantody \| \| \| \| \| \| Osteichthyes – kostnoszkieletowe \| \| \| \| |
|            | \| \| †Acanthodii – akantody \| \| \| \| \| \| Osteichthyes – kostnoszkieletowe \| \| \| \| |
|            | †Acanthodii – akantody                                                                      |
|            |                                                                                             |
|            | Osteichthyes – kostnoszkieletowe                                                            |
|            |                                                                                             |

|  | †Acanthodii – akantody           |
|  |                                  |
|  | Osteichthyes – kostnoszkieletowe |
|  |                                  |

|            | Chondrichthyes                                                                              |
|            |                                                                                             |
| Teleostomi | \| \| †Acanthodii – akantody \| \| \| \| \| \| Osteichthyes – kostnoszkieletowe \| \| \| \| |
|            | \| \| †Acanthodii – akantody \| \| \| \| \| \| Osteichthyes – kostnoszkieletowe \| \| \| \| |
|            | †Acanthodii – akantody                                                                      |
|            |                                                                                             |
|            | Osteichthyes – kostnoszkieletowe                                                            |
|            |                                                                                             |

|  | †Acanthodii – akantody           |
|  |                                  |
|  | Osteichthyes – kostnoszkieletowe |
|  |                                  |

Współcześnie żyjące Teleostomi tworzą klad nazywany Euteleostomi ("Osteichthyes" i Tetrapoda) lub Osteichthyes w odnowionym znaczeniu.